# كأس النرويج 1906
كأس النرويج 1906 (بالنرويجية: Norgesmesterskapet i fotball for menn 1906)‏ هو الموسم 5 من كأس النرويج. أشرف على تنظيمه اتحاد النرويج لكرة القدم، وكان عدد الأندية المشاركة فيه 4، وفاز فيه نادي أود.